# Михайловка (Петровский сельсовет)
Михайловка — деревня в Петровском районе Тамбовской области России. Входит в Петровский сельсовет.

## География
Деревня расположена в 28 км по автодорогам к северо-западу от райцентра, села Петровское, у границы с Липецкой областью.

## История
Деревня основана в середине XIX века сыном помещика Плохова.
В 1862 году во владельческом сельце Михайловка (Стеншино) 2-го стана Липецкого уезда Тамбовской губернии было 12 дворов, 75 мужчин и 73 женщины.
По данным начала 1883 года в деревне Михайловка Бутырской волости Липецкого уезда проживал 191 собственник из помещичьих крестьян в 26 домохозяйствах (87 мужчин и 104 женщины). Деревне принадлежало 182 десятины удобной надельной земли. В деревне было 67 лошадей, 65 голов КРС, 86 овец и 8 свиней. Имелось 2 промышленных заведения. Было 3 грамотных и 9 учащихся, все — мужского пола.
По сведениям 1888 года к деревне также относилось имение купца Я. М. Молчанова с экономической запашкой, занимавшее 321,5 десятин земли (большей частью пахотной).
В 1911 году деревня относилась к приходу села Стеньшино, здесь было 32 двора великороссов-земледельцев, проживало 202 человека (97 мужчин и 105 женщин).
В 1926 году в деревне Михайловка (Плаховщина) Бутырской волости Липецкого уезда — 44 двора русских, 231 житель (105 мужчин, 126 женщин).
До войны в деревне Стеньшинского сельсовета насчитывалось 65 дворов.
По сведениям карты 1989 года в деревне Михайловка было около 40 жителей.
В 2013 году Новоситовский сельсовет вместе с деревней Михайловка вошёл в состав Петровского.

## Население
| 2010 |
| ---- |
| 12   |

В 2002 году население деревни составляло 24 жителя, 100 % — русские.
В 2010 году — 12 жителей (4 мужчины, 8 женщин).

## Инфраструктура и улицы
В деревне единственная улица — Юрия Миронова.